# Alexis de Saint-Priest
Alexis Guignard de Saint-Priest, född den 20 april 1805 i Sankt Petersburg, död den 27 september 1851 i Moskva, var en fransk greve, diplomat och skriftställare, sonson till François-Emmanuel Guignard de Saint-Priest.
de Saint-Priest gjorde sig vid unga år bemärkt som reseskildrare och skönlitterär författare samt var 1830-1840 fransk minister efter vartannat vid de brasilianska, portugisiska och danska hoven. År 1849 invaldes han i Franska akademien. Han utgav några historiska arbeten: Histoire de la royauté (1842), Histoire de la chute des jésuites au 18:me siécle (1844) och Histoire de la conquéte de Naples par Charles d'Anjou (4 band, 1847-48).